# Ajatcultuur
De Ajatcultuur (Russisch: Аятская культура, Ajatskaja koeltoera) was een archeologische cultuur van de kopertijd in het centrale Oeralgebied in de tweede helft van het 3e tot begin van het 2e millennium v.Chr.
De cultuur werd in de jaren zeventig geïdentificeerd op basis van materialen uit de Ajat-nederzetting in de oblast Sverdlovsk, bestudeerd door Jelizabeta Bers. Ze bestrijkt de stroomgebieden van de boven- en middenloop van de Iset en Miass. Kleine onversterkte nederzettingen bestaande uit verschillende economische en residentiële gebouwen bevonden zich op verhoogde terreinen. De woningen werden gebouwd met behulp van granieten natuurstenen en monolieten als muren, nissen en voor het bekleden van haarden. Er zijn sporen van blokhutgebouwen.
De voornaamste bezigheid van de bevolking was jacht en visserij. Er werden gereedschappen gevonden gemaakt van platen zwarte leisteen en verschillende stenen pijlpunten. Het aardewerk werd gekenmerkt door vaatwerk met een ronde bodem en een rechte of licht gebogen buitenrand, uitsluitend versierd met kamstempels. Soms vindt men artefacten  van koper uit Trans-Oeral-afzettingen.
Als cultusvoorwerpen vond men stenen afgoden en stenen "strijkijzers".
De cultuur beïnvloedde de vorming van de Tsjerkaskoelcultuur van de bronstijd. De cultuurdragers zouden Proto-Fins-Oegrische volkeren geweest kunnen zijn.